# Dejan Damjanović
Dejan Damjanović (ur. 27 lipca 1981 w Mostarze) – czarnogórski piłkarz grający na pozycji napastnika. Od 2020 zawodnik południowokoreańskiego Daegu FC.

## Kariera klubowa

### Wczesne lata
W serbskim klubie Sinđeliciu Belgrad zadebiutował w 1998 roku. W pierwszym sezonie trafił 6 goli w 21 spotkaniach. W 2000 roku przeniósł się do FK Železnik Belgrad, a później grał w klubach: FK Sremčica, Srem Jakovo, FK Bežanija, FK Radnički i saudyjskim Al-Ahli Dżudda. W 2007 roku przeniósł się do południowokoreańskiego klubu Incheon United, kwota odstępnego 400 tys. euro.

### FC Seul
W grudniu 2007 roku podpisał kontrakt z FC Seoul, kwota odstępnego 2,00 mln euro.
Podczas meczu towarzyskiego z Manchesterem United udało mu się drużynie z Anglii strzelić dwa gole. Jego drużyna przegrała jednak 3:2, a gole dla przeciwników strzelili Wayne Rooney, Federico Macheda i Dimityr Berbatow.
W barwach drużyny z Seulu zdobył aż 116 goli w 181 meczach. W latach 2011–2013 zostawał trzykrotnie królem strzelców K League Classic. Jego drużyna w 2010 i 2012 zdobyła mistrzostwo kraju.
W styczniu 2013 został ogłoszony przez IFFHS siódmym na świecie zawodnikiem z największą liczbą strzelonych goli w rozgrywkach ligowych w 2012. W rankingu uwzględniono piłkarzy tylko z dwóch najwyższych poziomów rozgrywkowych. Damjanović wyprzedził w tej klasyfikacji takie gwiazdy, jak choćby Zlatan Ibrahimović, Robin van Persie oraz Wayne Rooney.
W ostatnim sezonie swojej gry w FC Seul wraz ze swoją drużyną dotarł on do finału Azjatyckiej Ligi Mistrzów. Jego zespół przegrał w finale tych rozgrywek przez gorszy bilans bramek na wyjeździe. Sam zawodnik uplasował się na trzecim miejscu w klasyfikacji najlepszych strzelców z siedmioma golami na koncie.

### Jiangsu Sainty
W grudniu 2013 roku przeszedł do występującego w Chinese Super League klubu Jiangsu Suning, kwota odstępnego 1,65 mln euro. Gdzie rozegrał 14 spotkań i strzelił 5 bramek.

### Beijing Guo’an
17 lipca 2014 za 850 tys. euro przeszedł do innego chińskiego klubu Beijing Guo’an.

### FC Seul
1 stycznia 2016 podpisał dwuletni kontrakt z FC Seoul, bez odstępnego.

### Suwon Bluewings
5 stycznia 2018 podpisał kontrakt z południowokoreańskim klubem Suwon Bluewings, bez odstępnego.

### Daegu FC
3 stycznia 2020 podpisał kontrakt z Daegu FC, umowa do 31 grudnia 2020; bez odstępnego.

## Kariera reprezentacyjna
W reprezentacji Czarnogóry zadebiutował 16 października 2008 na stadionie Stadio Via del Mare (Lecce, Włochy) podczas eliminacji strefy UEFA do Mistrzostw Świata w Piłce Nożnej 2010 w przegranym 1:2 meczu z reprezentacją Włoch.
6 września 2013 w meczu w ramach eliminacji Mistrzostw Świata zdobył gola przeciwko reprezentacji Polski na Stadionie Narodowym w Warszawie.

## Sukcesy

### Klubowe
FK Radnički
- Zwycięzca Drugiej ligi Srbije i Crne Gore u fudbalu: 2003/2004

FK Bežanija
- Zwycięzca Prva liga Srbije: 2005/2006

Al-Ahli Dżudda
- Zdobywca drugiego miejsca w Saudi Crown Prince Cup: 2006

FC Seoul
- Zwycięzca K League 1: 2010, 2012, 2016
- Zdobywca drugiego miejsca K League 1: 2008
- Zdobywca drugiego miejsca w Pucharze Korei Południowej: 2016
- Zwycięzca Pucharu Ligi Koreańskiej: 2010
- Zdobywca drugiego miejsca Azjatyckiej Ligi Mistrzów: 2013

Beijing Guo’an
- Zdobywca drugiego miejsca w Chinese Super League: 2014

Suwon Bluewings
- Zwycięzca w Pucharze Korei Południowej: 2019